# Горы Пржевальского
Горы Пржевальского — среднегорный массив (наивысшая точка — гора Лысая (1241 м)) в системе гор Сихотэ-Алиня. До переименования в 1972 году известен как Дадян-Шань или Дадяншань (кит. 达江尚). Хребет протянулся зигзагообразной полосой в южной части массива Сихотэ-Алинь, разделяя низкогорное базальтовое Шкотовское плато со средними высотами около 850 м ВУМ на два сегмента. В разные стороны от гор отходят второстепенные и третьестепенные горные ответвления (Междуречный хребет и другие).

## Климат
Климат характеризуется умеренно-жарким и дождливым летом, сухой и солнечной осенью и малоснежной холодной зимой. Это обуславливается муссонами — периодическими направлениями ветра, дующими почти всё время только в двух направлениях: весной и летом — с моря, а полгода — осенью и зимой — с суши. Весенние и летние морские тёплые ветры приносят много тепла и влаги. Основное количество осадков выпадает в межсезонье — в начале весны и в конце лета. Быстрый сток воды в речную систему реки Партизанской обеспечивается гористым рельефом местности, что приводит к быстрому повышению уровня воды в водоёмах. Особенно большие паводки происходят в летне-осенний период, которые превышают даже весеннее половодье. Горы входят в состав ядра Амуро-Уссурийского климатического района умеренной зоны с хорошо выраженными чертами муссонного климата Восточной Азии. Выражена высотная поясность. Средняя продолжительность безморозного периода 105—120 дней, среднегодовая температура воздуха +2,5 °C. Температура самого холодного месяца (января) в среднем −17,9 °C, самого тёплого (августа) +19,7 °С; абсолютный минимум на почве — 32 °C, максимум 60 °C. Количество осадков по годам колеблется от 500 до 1200 мм и в среднем составляет 700—800 мм. Среднегодовая влажность воздуха 70-80 % (наименьшая в апреле-мае, наибольшая в июле-августе).

## Флора
Доминируют горно-лесные почвы различной мощности, характерные для водоразделов и горных склонов, также аллювиально-бурые и дерново-аллювиальные на галечниковом иловато-песчаном материале, типичные для речных долин. Такое географическое положение и климатические условия накладывают определённый отпечаток на растительный мир долины, бо́льшая часть которой покрыта смешанными лесами (береза, липа, клён и др.), возвышенные места — тёмнохвойными пихтовыми. Эти деревья перемежаются с представителями жарких стран — виноградниками, лианами, кишмишом, бархатным деревом, южными сортами фруктовых деревьев. Флора и фауна хребта типична для юго-восточного Приморья, где доминирует муссонный климат, осложнённый высотной поясностью. В горах преобладают хвойные породы деревьев, в нижнем ярусе — широколиственные леса, лианы (лимонник китайский) и кустарники.

## Фауна
Фоновыми животными заповедника являются кабан, изюбрь, барсук, колонок, белка, красно-серая полевка, рябчик, желтогорлая и седоголовая овсянки, синицы — белобрюхая и черноголовая гаички, дятлы седой, белоспинный и большой пестрый. В «Красную книгу России» занесены амурский тигр, леопард восточносибирский, мандаринка, чёрный аист, тритон когтистый уссурийский. К редким видам в условиях заповедника относятся также широкорот, каллипогон и таракан реликтовый.
Позвоночные животные представлены 62 видами млекопитающих (в том числе краснокнижные — гигантская бурозубка, амурский тигр, дальневосточный лесной кот, пятнистый олень, гималайский медведь, амурский горал и др.); более 160 видами птиц (среди них краснокнижные — утка мандаринка, чёрный аист, иглоногая сова, ястребиный сарыч, хохлатый осоед, японский зелёный голубь и др.), 7 видами рептилий, 6 видами амфибий (в том числе занесённый в Красную книгу МСОП уссурийский когтистый тритон), 12 видами рыб и круглоротых.
Не менее богат мир беспозвоночных животных, 32 вида относятся к редким и исчезающим (кузнечик Уварова, жужелица узкогрудая и др.). На территории заповедника обитают самый крупный жук фауны России — усач реликтовый, крупные бабочки — сатурния Артемида, брамея Танкрэ, хвостоносец Маака, здесь встречается пресноводный моллюск — жемчужница Приморская.

## Гидрография
В районе хребта преобладает муссонный климат, поэтому он хорошо обводнён. Как и Шкотовское плато, горы Пржевальского служат водоразделом рек бассейнов Амура и Японского моря.

## Инфраструктура
16 декабря 1932 года на западном склоне гор Пржевальского появилась горнотаёжная станция имени В. Л. Комарова. Южный склон гор Пржевальского с бассейнами рек Артёмовка и Комаровка включает в свой состав созданный 7 августа 1934 года Уссурийский заповедник. Высота сопок в пределах заповедника не превышает 300—400 м над уровнем моря, лишь отдельные вершины поднимаются до 600—700 м. Основные горные породы — песчаники, сланцы, серые кварцевые порфиры, андезитовые или диабазовые порфириты, образующие узкий водораздельный гребень, темно-серые или красные сильно пористые базальты. В северной части есть выходы известняков, образующих живописный скальный массив (гора Змеиная со знаменитой пещерой «Спящая красавица» в среднем течении реки Суворовки).

## Галерея

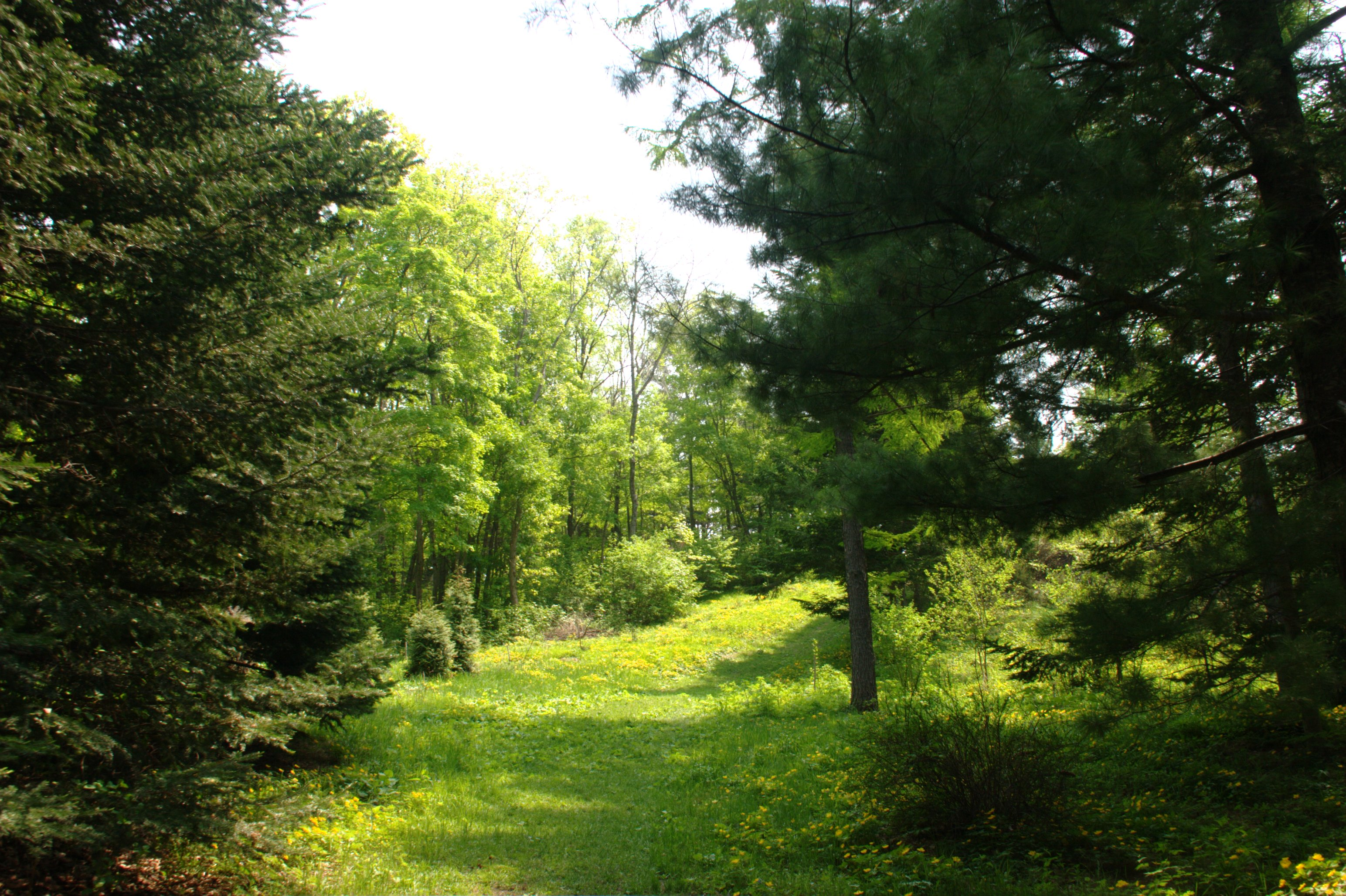
Лес в горах Пржевальского
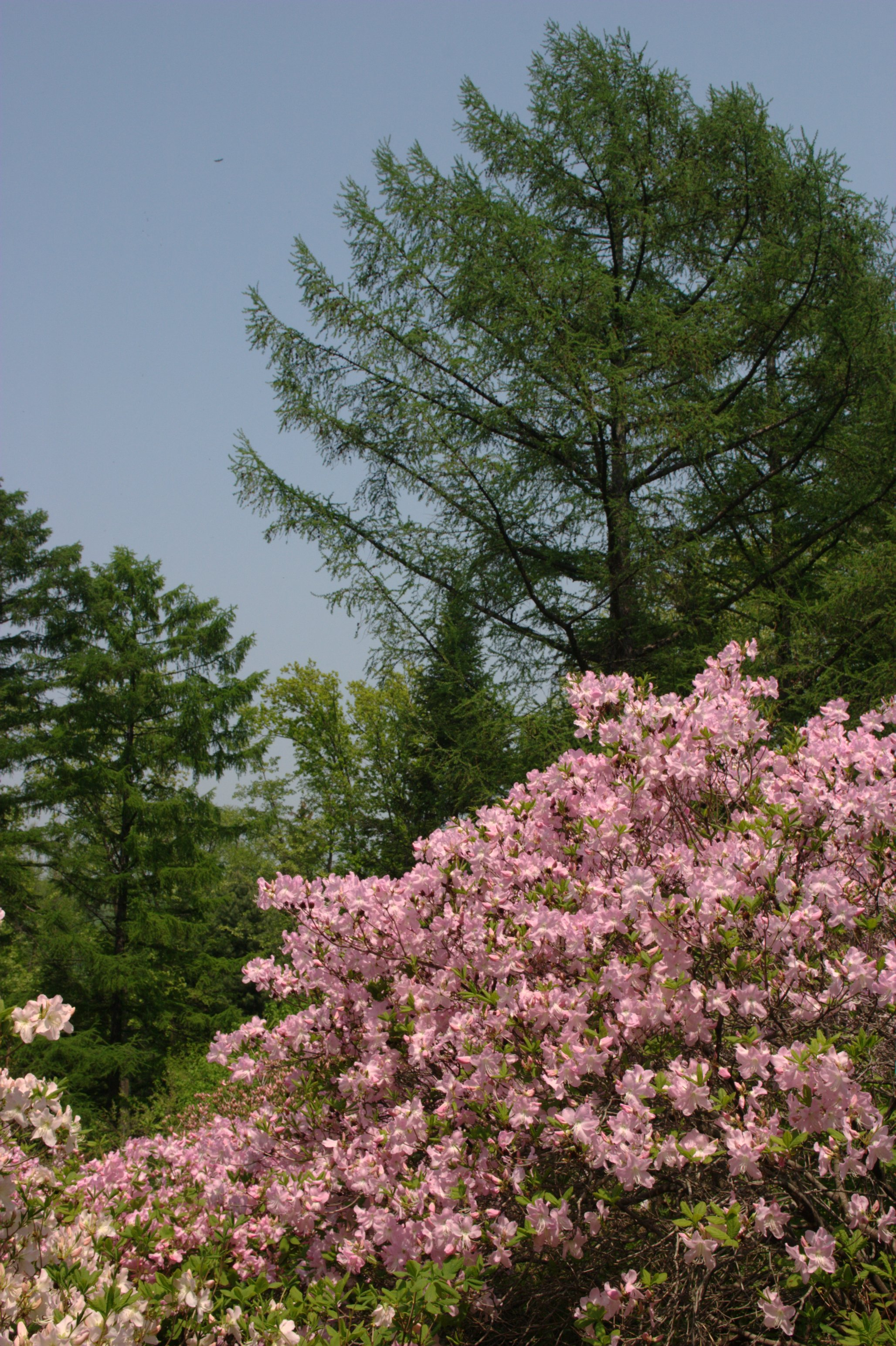
Цветение рододендрона в горах Пржевальского
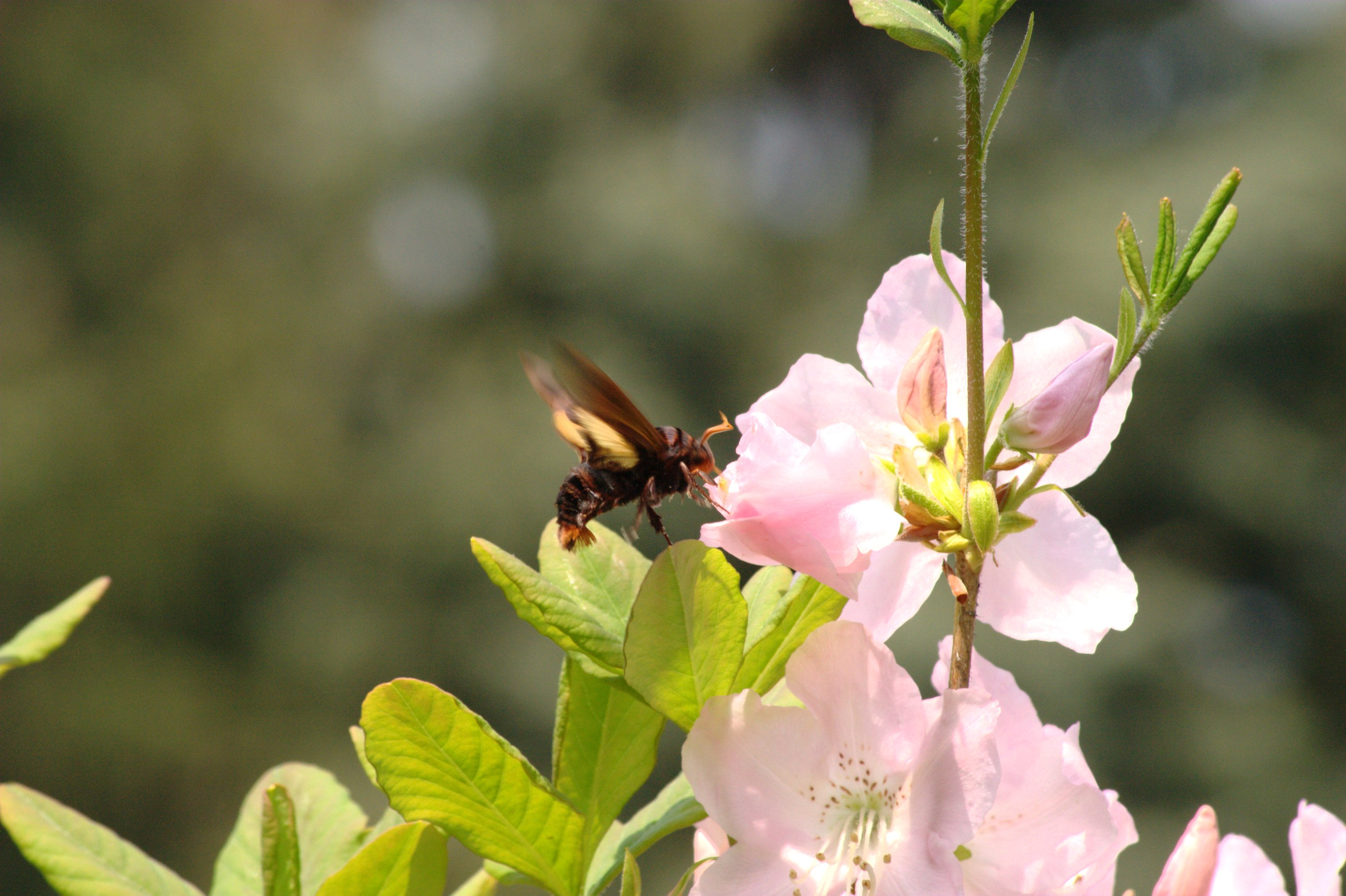
Цветок рододендрона в горах Пржевальского
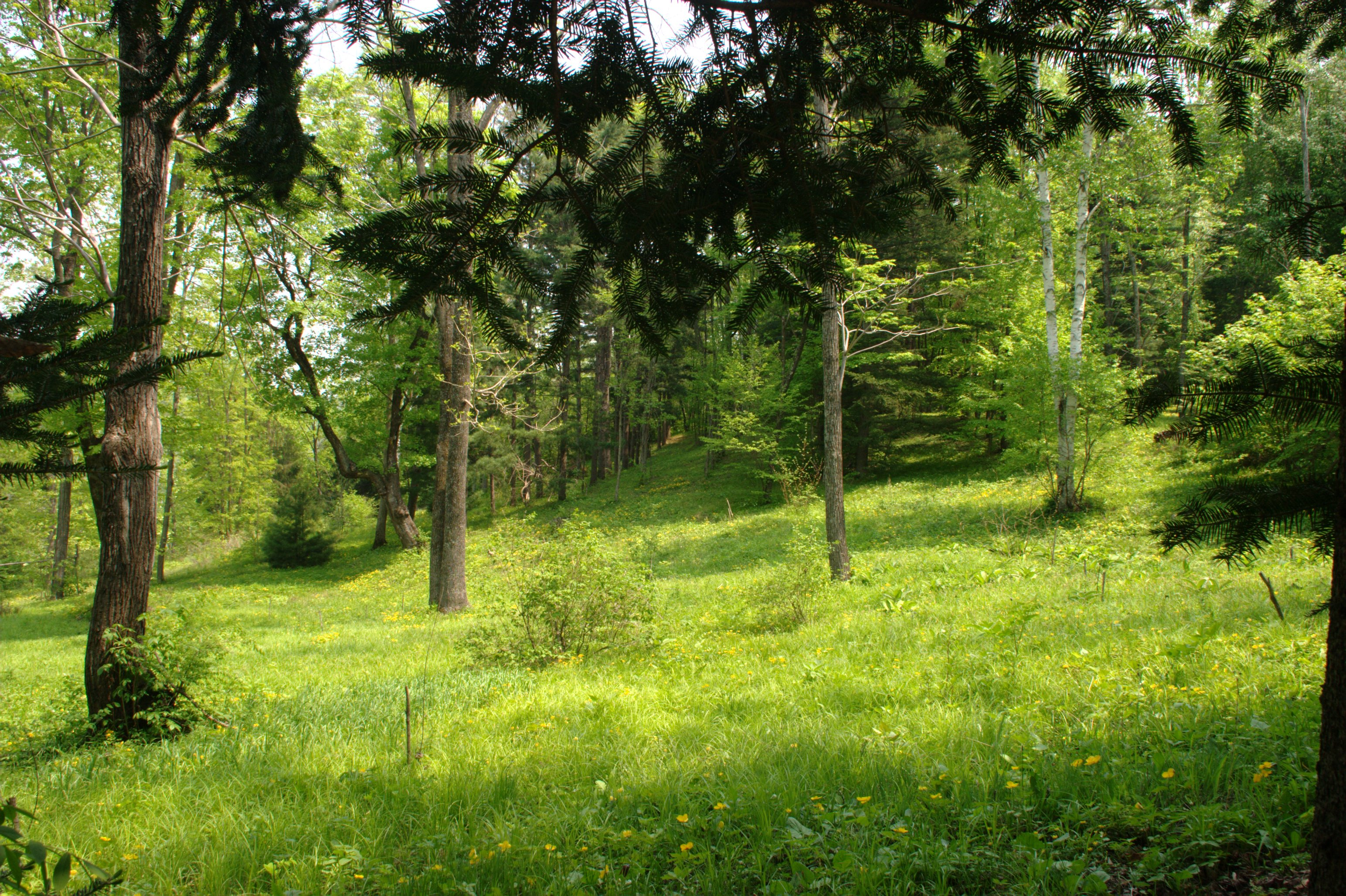
Смешанный лес на склонах гор Пржевальского
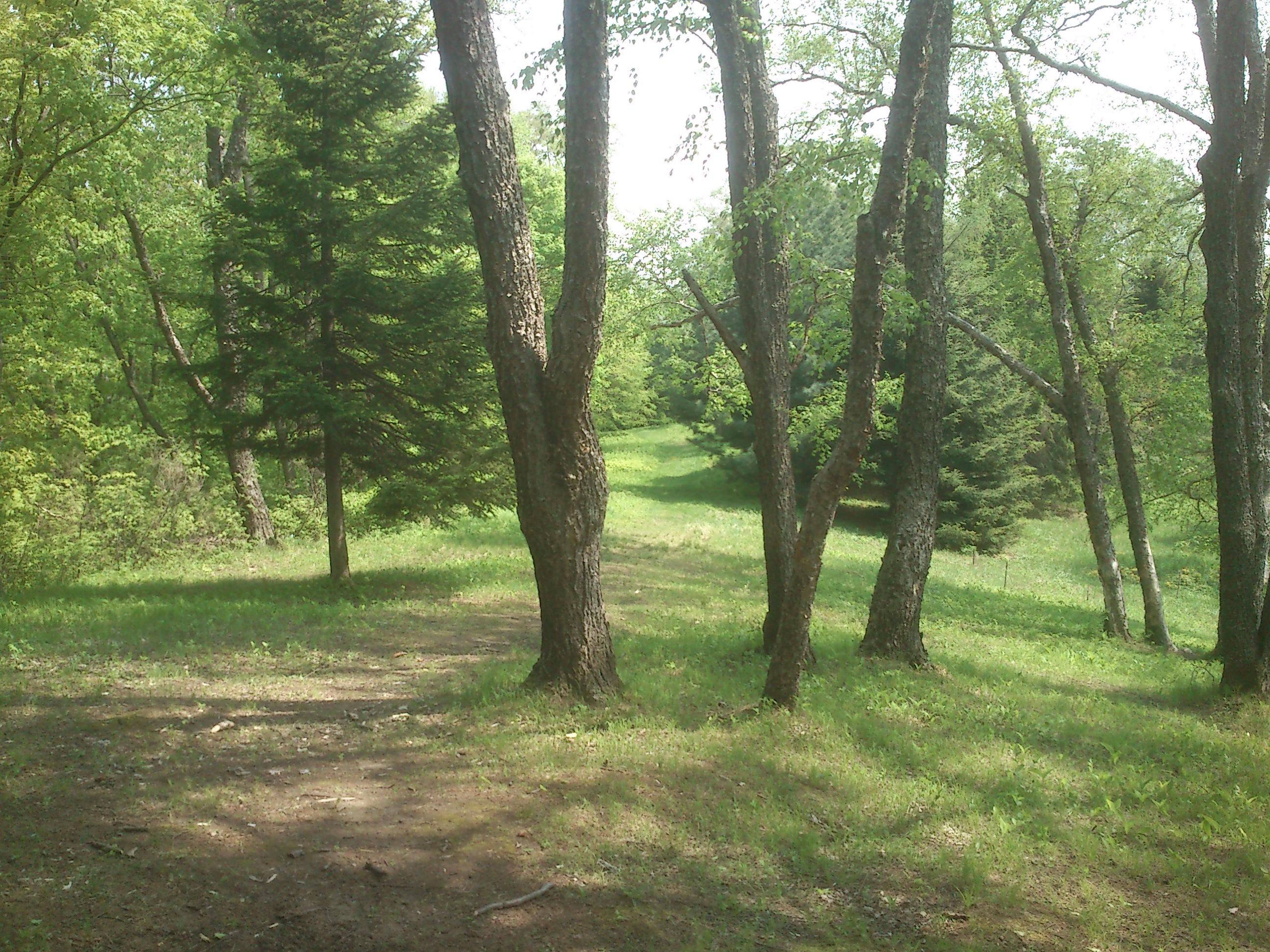
Тропа на склоне горы
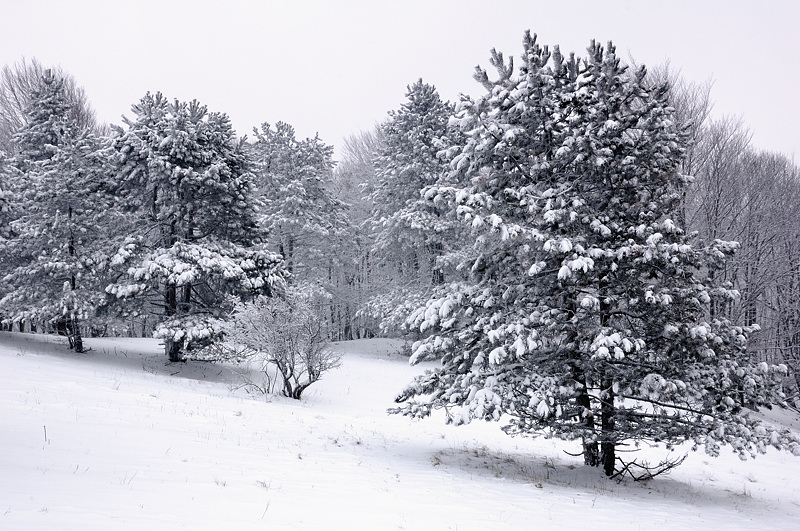
Горный склон зимой